# Cuneus Frisiorum Vercovicianorum
Der Cuneus Frisiorum Vercovicianorum [Severiana Alexandriana] (deutsch Cuneus der Friesen in Vercovicium [der Severianische Alexandrianische]) war eine römische Auxiliareinheit. Sie ist durch eine Inschrift belegt.

## Namensbestandteile
- Frisiorum: der Friesen. Die Soldaten des Cuneus wurden bei Aufstellung der Einheit aus dem germanischen Stamm der Friesen rekrutiert.

- Vercovicianorum: in Vercovicium. Der Zusatz bezieht sich auf das römische Hilfstruppenkastell Vercovicium.

- Severiana Alexandriana: der Severianische Alexandrianische. Eine Ehrenbezeichnung, die sich auf Severus Alexander (222–235) bezieht. Der Zusatz kommt in der Inschrift (RIB 1594) vor.

## Geschichte
Wie der Beiname Vercovicianorum zeigt, war der Cuneus in Vercovicium, einem Hilfstruppenkastell am Hadrianswall in der Provinz Britannia inferior stationiert, wo er durch die Inschrift (RIB 1594) nachgewiesen ist, die auf 222/235 n. Chr. datiert ist. Da aus der Inschrift (RIB 1594) hervorgeht, dass in dem Cuneus Germanen dienten, die sich selbst als cives Tuihanti bezeichnen, wird der Einheit auch die Inschrift (RIB 1593) zugerechnet, die ebenfalls von cives Tuihanti errichtet wurde.
Der Altar mit der Inschrift (RIB 1593) wurde dem Mars Thincsus sowie den Göttinnen Beda und Fimmilena aus den Deae Alaisiagae geweiht. In Vercovicium wurde noch eine weitere Inschrift (RIB 1576) gefunden, die ebenfalls den Deae Alaisiagae gewidmet ist. Diese Inschrift wurde vom Numerus Hnaudifridi gestiftet; möglicherweise ist der Cuneus daher aus dem Numerus Hnaudifridi hervorgegangen.
Da der Cuneus in der Notitia dignitatum nicht mehr erwähnt wird, dürfte er im 4. Jhd. schon nicht mehr bestanden haben.

## Standorte
Standorte des Cuneus in Britannia inferior waren:
- Vercovicium (Housesteads): der Beiname Vercovicianorum zeigt, dass die Einheit hier stationiert war. Darüber hinaus wurden die Inschriften (RIB 1593, 1594) hier gefunden.

## Angehörige des Cuneus
Angehörige des Cuneus sind nicht bekannt.